# Đạo luật Đại sứ quán Jerusalem
Đạo luật Đại sứ quán Jerusalem năm 1995  là một đạo luật công cộng của Hoa Kỳ được Quốc hội thứ 104 thông qua vào ngày 23 tháng 10 năm 1995. Luật dự thảo được Thượng viện thông qua với tỉ số (93-5), và Hạ viện (374 -37). Đạo luật này trở thành luật mà không có chữ ký của tổng thống vào ngày 8 tháng 11 năm 1995.
Đạo luật này công nhận Jerusalem là thủ đô của Nhà nước Israel và kêu gọi Jerusalem giữ thành phố nảy không bị chia cắt. Mục đích của nó là dành một khoản kinh phí cho việc di dời Đại sứ quán Hoa Kỳ tại Israel từ Tel Aviv đến Jerusalem vào ngày 31 tháng 5 năm 1999. Với mục đích này, nó giữ lại 50% số tiền dành cho Bộ Ngoại giao đặc biệt cho việc "Mua lại và duy trì các tòa nhà ở nước ngoài " được phân bổ trong năm tài chính 1999 cho đến khi Đại sứ quán Hoa Kỳ tại Jerusalem chính thức khai trương. Thủ đô của Israel được tuyên bố là Jerusalem, nhưng điều này không được quốc tế công nhận, vẫn còn chờ các cuộc đàm phán về tình trạng cuối cùng trong cuộc xung đột giữa Israel và Palestine.
Mặc dù được thông qua, đạo luật cho phép Tổng thống được quyền ký hoãn sáu tháng theo luật và được tiếp tục ký mỗi sáu tháng một lần trên cơ sở "an ninh quốc gia". Việc miễn trừ này đã được Tổng thống Clinton, Tổng thống Bush và Obama đưa ra nhiều lần. Tổng thống Donald Trump cũng đã ký một khước từ vào tháng 6 năm 2017. Vào ngày 6 tháng 12 năm 2017, Trump công nhận Jerusalem là thủ đô của Israel, và ra lệnh cho kế hoạch tái định cư của đại sứ quán. Tuy nhiên, sau khi thông báo, Trump lại ký giấy khước từ di chuyển Đại sứ quán, trì hoãn việc di chuyển ít nhất sáu tháng.